# Eusebio Vasco

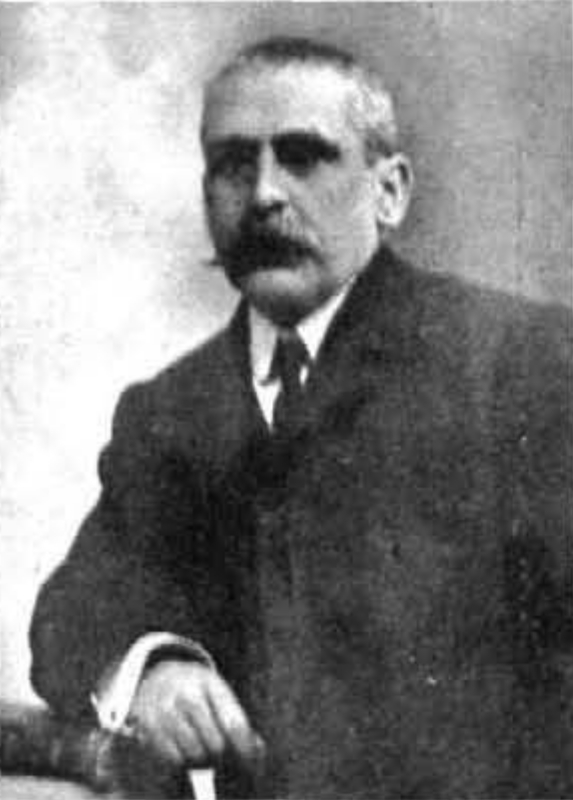
Retrato de Eusebio Vasco

Eusebio Vasco Gallego (Valdepeñas, 1860-1939) fue un folclorista e historiador español.

## Biografía
Su vida discurrió entre Madrid y la ciudad manchega de Valdepeñas. Dirigió y redactó el periódico La Voz de Valdepeñas en esta ciudad, donde publicó sus investigaciones biográficas sobre personajes nacidos en esta localidad manchega entre 1890 y 1895. Llevó a cabo estos estudios de erudición local investigando en la Biblioteca Nacional de España y en la del Ateneo de Madrid.
Fue miembro correspondiente de la Real Academia de la Historia y cronista de Valdepeñas. En el Congreso Histórico Internacional de la Guerra de la Independencia (1808-1814) celebrado en Zaragoza en 1908, presentó una memoria con el título "Don Francisco Abad Moreno (Chaleco), guerrillero de la independencia: memoria presentada al Congreso Histórico Internacional de la Guerra de la Independencia (1808-1814)". 
Ya en su vejez recorrió toda la provincia de Ciudad Real recogiendo cantares populares de cuatro versos, cuartetas, soleares y seguidillas, que luego reunió en los tres volúmenes de su monumental Treinta mil cantares populares (1919, 1930 y 1932). Se trata de una obra de recopilación, y en ella no se reflejan ni la metodología adoptada ni las fuentes, ni se hace un análisis del material, fuera de haber excluido conscientemente los cantares que aparecían en otras obras ya publicadas por Francisco Rodríguez Marín y otros folcloristas. Fue, sin embargo, un historiador riguroso, que se impacientaba por ejemplo ante los errores y parcialidades carlistas de otro historiador local, este de Ciudad Real, Inocente Hervás y Buendía. En su obra Mil efemérides valdepeñeras acumuló una serie de escuetas noticias históricas, en realidad más de mil, sobre la historia y personajes de Valdepeñas en la forma algo incómoda de consultar de calendario; en ocasiones transcribe documentos. Fue publicada con mayor extensión y como folletín en el semanario El Eco de Valdepeñas. La documentación del generoso erudito y su material gráfico, pictórico y fotográfico fue legada por el autor al Ayuntamiento de la localidad, que la conserva en su biblioteca municipal.

## Obra
- ¡Pobre Valdepeñas! Revista cómico-fantástica en un acto y en verso, Valdepeñas: La Voz de Valdepeñas, 1893.
- Valdepeñas 1893
- Valdepeñeros ilustres: apuntes biográficos. Valdepeñas: La voz de Valdepeñas, 1890-95.
- Ocupación e incendio de Valdepeñas por las tropas francesas en 1808. Valdepeñas: Imprenta de Mendoza 1908.
- Valdepeñas: cuna de la Descalcez Trinitaria. Apuntes históricos. Valdepeñas: Imprenta de Mendoza, 1912.
- Cien escritores valdepeñeros
- Treinta mil cantares populares. Valdepeñas: Imprenta de Mendoza, 1919, 1930, 1932, 3 vol.
- Mil efemérides valdepeñeras. Valdepeñas, Imprenta de Mendoza, 1934

- Datos: Q5852329
- Multimedia: Eusebio Vasco / Q5852329